# Pheidole pallidula

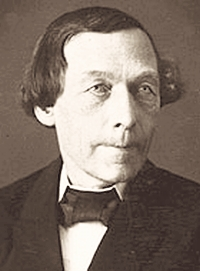
Профессор Вильям Нюландер (William Nylander, 1822—1899) в 1849 году впервые описал этот вид

Pheidole pallidula  (лат.) — вид муравьёв рода Pheidole из подсемейства Myrmicinae (Formicidae). Палеарктика. Буровато-жёлтые мелкие муравьи. Длина: 1,8—4,5 мм (рабочие и солдаты), 6—8 мм (самки).
Вид был первоначально описан в 1849 году в составе рода Myrmica по материалам из Сицилии финским натуралистом Вильямом Нюландером. В 1855 году включен в состав рода Pheidole (Smith, 1858).
Эти муравьи служат хозяевами для эктопаразитических грибков Myrmicinosporidium durum (Laboulbeniales, Ascomycota); (Espadaler & Santamaria, 2012).

## Распространение
Палеарктика (включая Северную Африку и Ближний Восток), главным образом в Средиземноморье. В Европе представлен в следующих странах: Албания, Австрия, Греция (включая Крит), Испания (включая Мадейру), Италия (включая Сардинию и Сицилию), Кипр, Македония, Мальта, Монако, Португалия, Россия, Румыния, Словения, Турция, Франция (включая Корсику), Югославия, а также на Балеарских и Канарских островах.

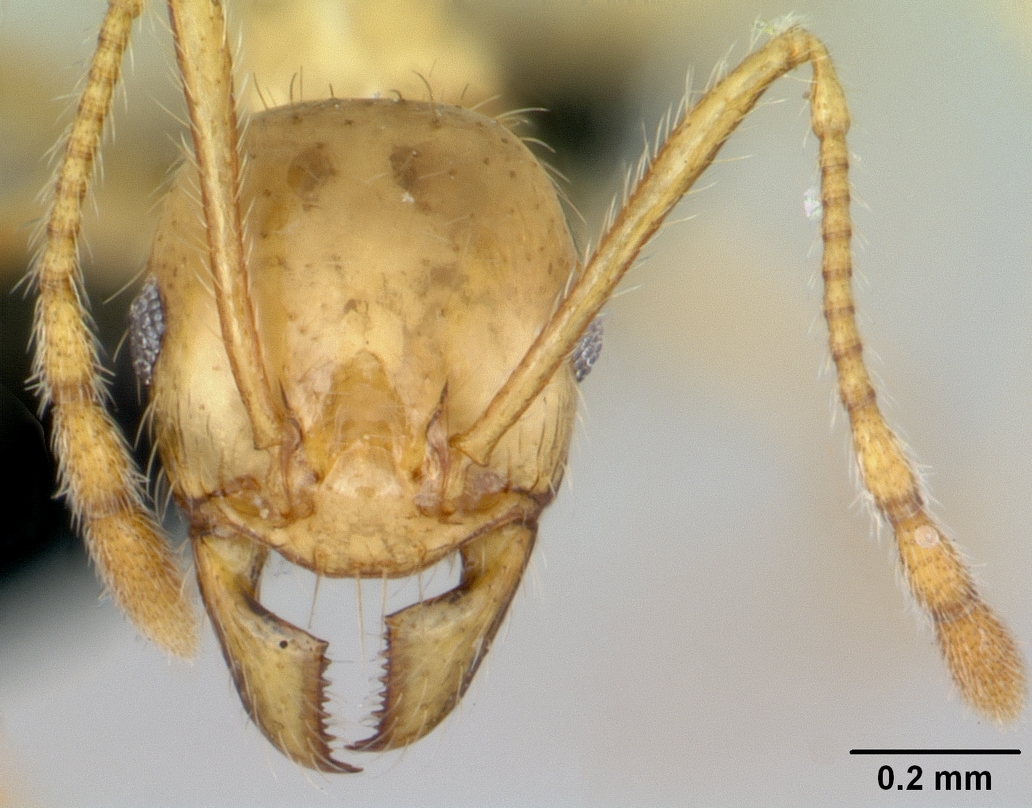
Голова рабочего
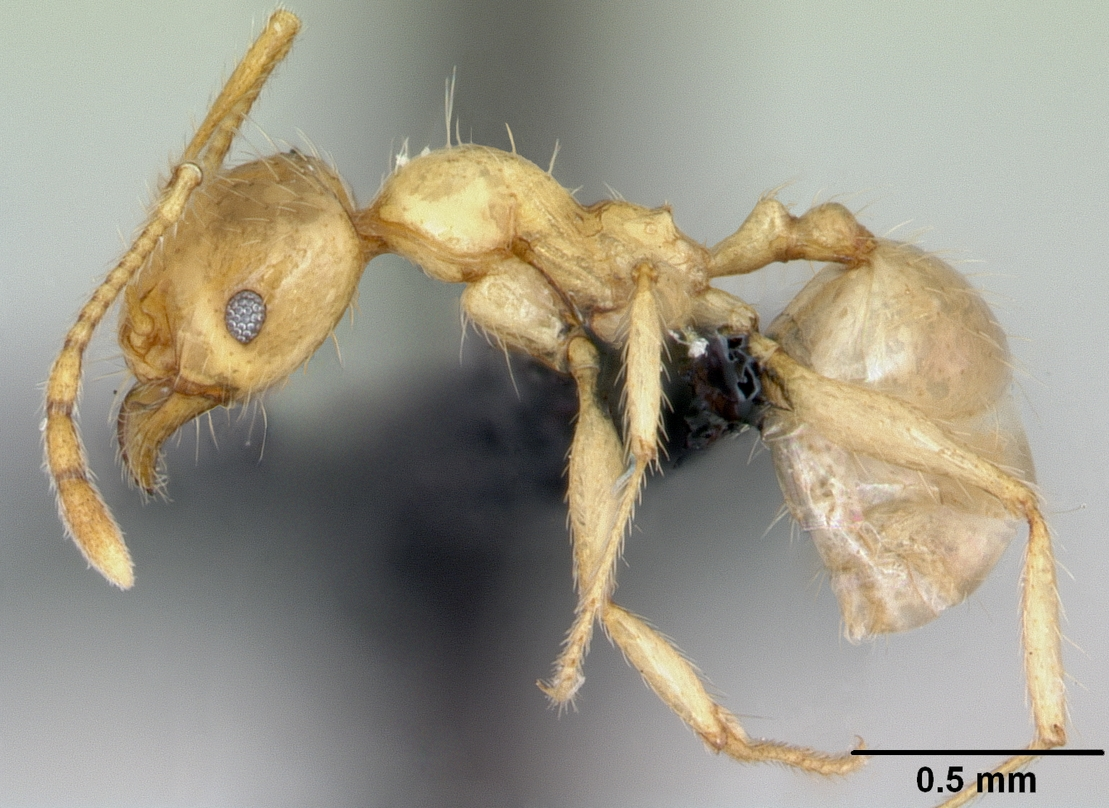
Рабочий сбоку
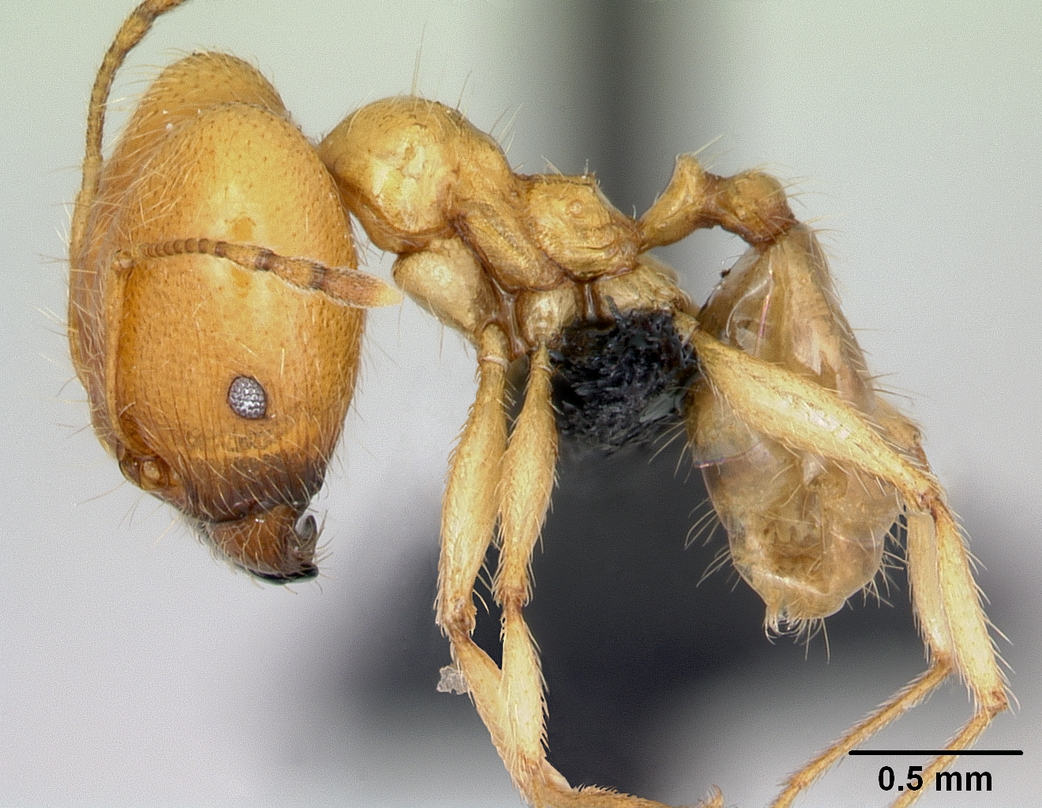
Солдат сбоку
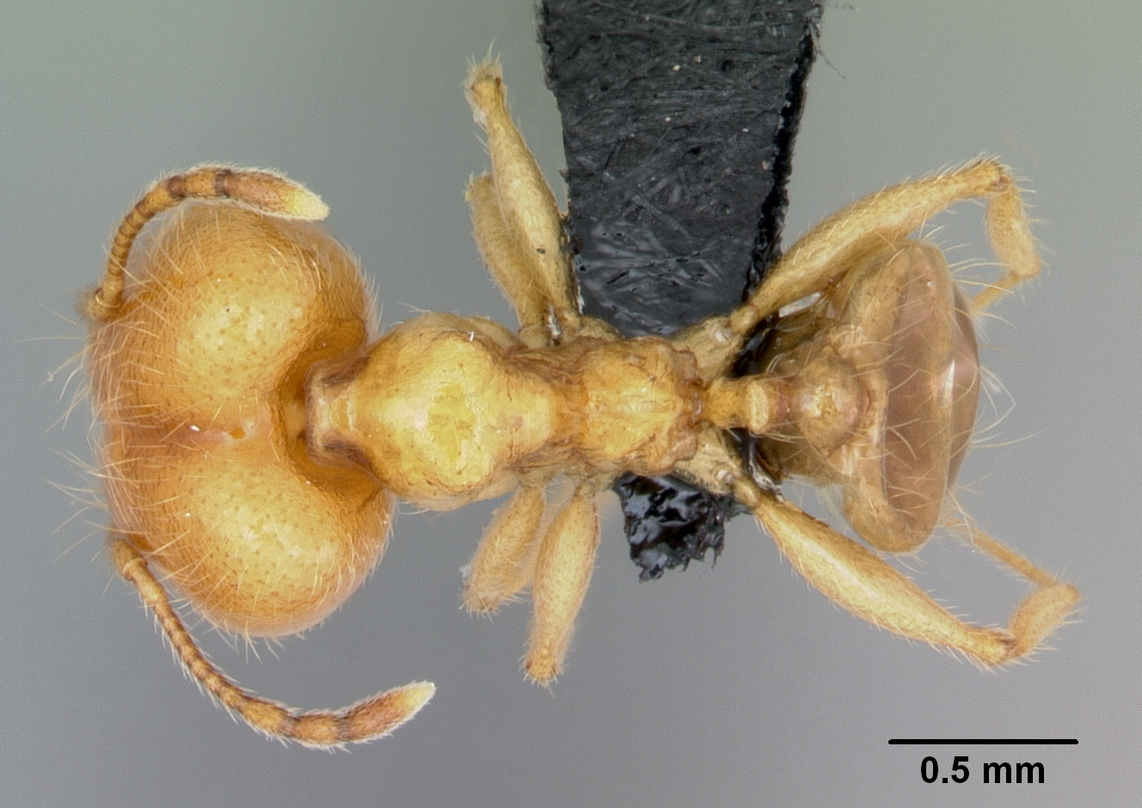
Солдат сверху

## Систематика
В составе вида выделяют несколько подвидов: 
- Pheidole pallidula inermis Stitz, 1917[7]
  - Pheidole pallidula selenia Özdikmen, 2010 (предложен для замены младшего гомонима inermis)[8]
- Pheidole pallidula koshewnikovi Ruzsky, 1905
- Pheidole pallidula obscura Santschi, 1936
- Pheidole pallidula pallidula (Nylander, 1849)
- Pheidole pallidula recticeps Menozzi, 1932[9]
- Pheidole pallidula tristis Forel, 1907
  - Pheidole pallidula tasdelenia Özdikmen, 2010 (предложен для замены младшего гомонима tristis)[8]